# Кубок Гонконгу з футболу 2019
Кубок Гонконгу з футболу 2019 — 44-й розіграш кубкового футбольного турніру в Гонконзі. Титул втретє поспіль здобув Кітчі.

## Календар
| Раунд        | Дата               | Матчі | Клуби  |
| ------------ | ------------------ | ----- | ------ |
| Перший раунд | 27 січня 2019      | 2     | 10 → 8 |
| 1/4 фіналу   | 30-31 березня 2019 | 4     | 8 → 4  |
| 1/2 фіналу   | 10-12 травня 2019  | 2     | 4 → 2  |
| Фінал        | 25 травня 2019     | 1     | 2 → 1  |

## Перший раунд
| Команда 1     | Рахунок | Команда 2 |
| ------------- | ------- | --------- |
| 27 січня 2019 |         |           |
| Дрімс         | 2:1     | Істерн    |
| Хой Кінг      | 0:2     | Юень Лун  |

## 1/4 фіналу
| Команда 1                  | Рахунок      | Команда 2       |
| -------------------------- | ------------ | --------------- |
| 30 березня 2019            |              |                 |
| Тай По                     | 1:2 дч       | Дрімс           |
| Кітчі                      | 6:0          | Лі Мен Ворріорс |
| 31 березня 2019            |              |                 |
| Гонконг Пегасус            | 1:1 пен. 3:4 | Юень Лун        |
| Саутерн Дістрікт Рекріейшн | 1:0          | R&F             |

## 1/2 фіналу
| Команда 1      | Рахунок | Команда 2                  |
| -------------- | ------- | -------------------------- |
| 10 травня 2019 |         |                            |
| Дрімс          | 1:2     | Кітчі                      |
| 12 травня 2019 |         |                            |
| Юень Лун       | 0:2     | Саутерн Дістрікт Рекріейшн |

## Фінал
| Команда 1      | Рахунок | Команда 2                  |
| -------------- | ------- | -------------------------- |
| 25 травня 2019 |         |                            |
| Кітчі          | 2:0     | Саутерн Дістрікт Рекріейшн |